# Запорожець-Девлад Олексій Самійлович
Олексій Самійлович Запорожець-Девлад (18 жовтня 1885, с. Лоцманська Кам'янка під Катеринославом, нині у складі м. Дніпро —1959, Буенос-Айрес, Аргентина) — український прозаїк, етнограф, актор. Справжнє прізвище Девлад.

## Життєпис
Ігор Качуровський зі слів самого Девлада писав, що той був нащадок французького шляхтича — наполеонівського офіцера.
Народився в селянській родині. Працював бухгалтером. У 1929 році, перед затопленням Дніпрових порогів як керівник артілі «Дніпролоцман» брав участь в організації екскурсій черед Дніпрові пороги.
Вважався за письменника-самоука. Писав п'єси, пропонував театрові для постановок. У серпні 1937 заарештовувався органами НКВС. Після кількох місяців ув'язнення звільнений. Нині реабілітований.
Під час окупації у 1941-43 друкувався в «Дніпропетровській газеті». Разом з дружиною виїхав з Дніпропетровська на Захід, але дружина повернулася додому.
Опинився в Австрії, потім разом зі стрілецькою дивізією «Галичина» в Італії.
Емігрував до Аргентини. Лишив спогади про Дмитра Яворницького, Павла Козаря та ін. Трагічно загинув у Буенос-Айресі.
Спогади про Олексія Девлада залишили Анатоль Калиновський, Ігор Качуровський, Павло Ротач та ін.

## Творчий доробок
Автор комедії «Обізналися» (1948), збірки нарисів та оповідань «В одвічній боротьбі» (1955), повістей «Гарбузова містерія» (1956), «Відсіч» (1957). Усі книжки побачили світ у Буенос-Айресі (Аргентина).
Окремі видання:
- Запорожець-Девлад О. В одвічній боротьбі. Збірка нарисів і оповідань [Архівовано 24 листопада 2020 у Wayback Machine.]. — Буенос-Айрес: Накладом автора, 1955. — 372 с.
- Запорожець О. Обізналися. Комедія на три дії. — Буенос-Айрес: Перемога, 1948.— 37 с.
- Запорожець О. Відсіч: Повість. — Буенос-Айрес, 1957. — 307 с.
- Запорожець О. Гарбузова містерія. Гумористична повість [Архівовано 21 січня 2021 у Wayback Machine.]. — Буенос-Айрес, 1956. — 156 с.